# Dependencia del camino
La dependencia del camino (calco semántico del inglés path dependence o path dependency) o "rigidez institucional" se da cuando el resultado de un proceso depende de la secuencia completa de las decisiones tomadas hasta el momento y no solo de la situación actual. Un concepto semejante es la histéresis, una propiedad de aquellos sistemas cuyo estado depende de sus antecedentes inmediatos. Este concepto hace hincapié en la importancia de la evolución transcurrida para la comprensión de los fenómenos estudiados por las ciencias naturales y sociales.
La teoría de la dependencia del camino o la "rigidez institucional" fue utilizada por vez primera por economistas, en especial aquellos que trabajaban en el ámbito de la economía evolutiva. En ésta rama se plantea que las decisiones tecnológicas del pasado influyen en los desarrollos futuros.

## Usos
Existen modelos y ejemplos empíricos en los que los procesos económicos no progresan hacia un único punto de equilibrio predeterminado, de tal modo que la naturaleza de cualquier equilibrio depende en parte del modo por el que se llega al mismo. El resultado de un proceso caracterizado por la rigidez institucional a menudo no convergerá hacia el lugar esperado. Esta visión dinámica de la evolución económica contradice la de la tradición neoclásica de la economía, que en su forma más simple da por sentado que existe un solo punto de equilibrio al que se puede llegar, independientemente de las condiciones iniciales o de los acontecimientos transitorios. Según la teoría de la rigidez institucional, tanto el punto inicial como los acontecimientos aleatorios (noise, lit. ruido) afectan el resultado final.
Los mecanismos de retroalimentación favorable (positive feedback) como por ejemplo adherirse al bando victorioso (bandwagoning o comportamiento de polizón) dan lugar a la rigidez institucional. Estos mecanismos tienden a consolidar una situación preexistente. La estandarización espontánea se puede observar en otras muchas situaciones. Un ejemplo clásico lo constituyen las normas de tráfico: mientras que en la mayoría de los países se conduce por la derecha y los vehículos llevan el volante a la izquierda, en el Reino Unido y otros países que formaron parte del Imperio británico, así como el Japón, Tailandia e Indonesia, se conduce por la izquierda, y los vehículos llevan el volante a la derecha. Técnicamente ambas opciones son equivalentes. La elección inicial por conducir por uno de los lados en concreto pudo ser accidental, pero permanece como legado en cada uno de los países. Una vez que la convención social aparece, se hace permanente, en parte debido a los elevados costes de transacción que implica su cambio.
Otro ejemplo es el desarrollo tecnológico de los reproductores de video magnetoscopios de uso doméstico. Hay quien cree que errores de gestión y pequeñas elecciones relativas al diseño condujeron al fracaso del formato Betamax de Sony en su lucha por el mercado contra el formato VHS en la década de 1980, en la llamada Guerra de formatos de cintas de vídeo. Dos mecanismos pueden contribuir a explicar cómo la pequeña ventaja del VHS se fue agrandando a lo largo del tiempo. La primera es el efecto bandwagoning entre los fabricantes de vídeos domésticos de Estados Unidos y Europa, que se cambiaron porque esperaban que el VHS saliera victorioso en la batalla por el estándar. El segundo es la externalidad asociada a que las tiendas de alquiler de películas de vídeo observaron que había más clientes que tenían un aparato VHS y, en consecuencia, alquilaban más filmes en este formato, lo cual a su vez condujo a que más y más gente adquiriera reproductores de formato VHS, hasta que los productores se dedicaron exclusivamente a producir el VHS. Una explicación alternativa, sería decir que el VHS estaba mejor adaptado a las demandas del mercado y que la dependencia de camino no tuvo nada que ver con su éxito (de hecho, el formato Beta llegó al mercado antes) y hay bastantes razones para creer que esto fue así.
En la ciencia política se utilizó en un inicio para el estudio comparado de las políticas sociales del estado de bienestar. En la actualidad se aplica también al estudio comparado de otras políticas públicas. "El enfoque de path dependence busca analizar las trayectorias que recorren las políticas del Estado a partir de sus pautas de origen, bajo la premisa de que éstas influyen sobre su evolución posterior a lo largo de las diversas coyunturas críticas en que son revisadas o ajustadas".